# Área de Conservação da Paisagem de Iganõmme
A Área de Conservação da Paisagem de Iganõmme é um parque natural situado no Condado de Rapla, na Estónia.
A sua área é de 5 hectares.
A área protegida foi designada em 1960 para proteger o Afloramento Iganõmme Pakamäe e as suas áreas circundantes. Em 2006, a unidade de conservação foi reformulada para área de preservação paisagística.